# Du Maurier Arts Ltd
Die Du Maurier Arts Ltd. (frz. Les Arts du Maurier Ltée) war eine von 1971 bis 2003 bestehende Förderagentur der Imperial Tobacco Co.

## Geschichte
Sie wurde 1971 durch die Houston Group, eine PR-Firma in Toronto gegründet, um Talente zu fördern und das öffentliche Interesse an Kunst zu fördern. Finanziell unterstützte sie die Canadian Opera Company, die Opéra du Québec, die Calgary Oper, das Shaw Festival, das Toronto Symphony Orchestra, das Orchestre symphonique de Montréal, das Vancouver Symphony Orchestra und das Winnipeg Symphony Orchestra.
Von 1977 bis 1984 förderte sie einen Wettbewerb, aus dem unter anderem das Gerald Danovitch Saxophone Quartet, Desmond Hoebig, Loreena McKennitt, Gwen Hoebig, Sophie Rolland und Marie-Josée Simard als Preisträger hervorgingen. Ab 1985 unterstützte sie das Beaches International Jazz Festival in Toronto.
Zwischen 1981 und 2003 gab die Firma über 60 Millionen Dollar für insgesamt 675 Kulturorganisationen aus, so für den Umbau des Harbourfront Centres in Toronto.
Mit dem Verbot von Tabakwerbung 2003 wurde die Agentur aufgelöst.